# Mukan kagan
Mukan kagan (staroturško 𐰢𐰆𐰴𐰣𐰴𐰍𐰣, Muqan qaγan, kitajsko: 木桿可汗/木杆可汗; pinjin: mùgǎn kěhàn; Wade–Giles: mu-kan k'o-han ali 木汗可汗; mùhàn kěhàn; mu-han k'o-han, osebno ime 阿史那燕都; āshǐnà yàndōu; a-shih-na yen-to, sogdijsko mwx’n x’γ’n, rouransko  Muɣan Qaɣan) je bil drugi sin Bumin kagana in tretji kagan Gokturkov, ki je razširil kaganat in zavaroval njegove meje pred Heftaliti, * ni znano, † 572. 

## Vladanje
Mukanovemu prihodu na oblast je sledilo pokončanje ostankov Rourana. Okoli novega leta 554, po porazu Judžiluja Kangdija v vojni z Gogturki, so se ostanki Rourancev predali Severnemu Čiju, da bi jih zaščitil pred napadi Gokturkov. Cesar Kao Jang je osebno napadel Mukan kagana in nato za novega kagana Rourana postavil Judžiuluja Anluočena. Rouranci so se naselili na severu Čija v sedanjen Šansiju. 
Zadnjega Rouranskega kagana Jujiuluja Dengšuzija je pod pritikom Gokturkov usmrtil cesar Gong. 
Jeseni 563 je Severni Žou sklenil z Gokturki sporazum o zavezništvu proti Severnemu Čiju, ki je vključeval dogovor o poroki cesarja Vuja z Mukan kaganovo hčerko. Pozimi 563 so združene sile Severnega Džova in Gokturkov napadle Severni Či. Severno krilo vojske je napadlo sekundarno prestolnico Severnega Čija Džingjang (晉陽, v sodobnem Tajuanu, Šansi), južno krilo pa Pingjang (平陽, v sodobnem Linfenu, Šansi). 
Spomladi 565 je cesar Vu poslal svojega brata Juven Čuna (宇文純), Juven Guija (宇文貴), Dou Jija (竇毅) in Jang Džiana (楊薦) na čelu ceremonialnega gardnega korpusa v Tujue po Mukanovo hčerko, da bi jo pripeljal na poroko. Ob njihovem prihodu je kagan preklical poročno pogodbo in pridržal Juven Čuna in njegovo spremstvo. 
Spomladi leta 568 je veliko neurje na sedežu Gokturkov povzročilo znatno škodo. Mukan kagan je neurje vzel za znak božjega nezadovoljstva zaradi njegovega preklica poročne pogodbe s Severnim Džovom. Juven Čuna je osvobodil in ga skupaj s hčerko, ki jo je obljubil cesarju Vuju, poslal domov v Severni Džov. Cesar Wu je nevesto  osebno sprejel in jo povzdignil v cesarico.

## Pohodi nas zahod
Mukanov stric Istemi je v Mukanovem imenu samostojno vladal na skrajnem zahodu kaganata. Gokturška vojska je leta 557 v bližini Buhare zlomila moč Heftalitov. Ozemlje severno od Amu Darje je bilo priključeno k Turškemu kaganatu, ozemlje južno od nje pa k sasanidski Perziji. 

## Zapuščina
Širjenje kaganata je šlo tudi na račun Avarov, ki so bili potisnjeni proti Bizantinskemu in Sasanidskemu cesarstvu ter na koncu proti Donavi. Izrinjena so bila tudi druga plemena Srednje Azije, med njimi Vzhodni Bolgari.
Mukanova vladavina je pomenila vrhunec sogdijskega kulturnega vpliva v gokturškem cesarstvu. Sogdijsko kulturo so prenašali trgovci iz Turpana, ki so delovali tudi kot veleposlaniki in svetovalci. V upravi kaganata sta se uporabljala sogdijski jezik in pisava, ker je bil edini pisni jezik v kaganatu.
Mukan kagan je bil prijazen do budistov in velja za prvega, ki je Turkom predstavil budizem. Spodbujal je gradnjo turškega budističnega templja v kitajski prestolnici Čangan. Zanj samega ni znano ali se je spreobrnil v budizem. Neznano je tudi to, če in koliko Gokturtkov je bilo med njegovo vladavino budistov.
Razširil je gokturški kaganat in zavaroval njegove meje pred zadnjimi Rouranci. Osvojil je plemena Toles na zahodu, Kitane na vzhodu in Kirgize na severu. Svojo državo je razširil na celotno nekdanje ozemlje Šiongnuja. 
Mukan kagana je po njegovi smrti nasledil mlajši brat Taspar.

## Videz
Kitajski viri omenjajo kaganov nenavaden videz. Imel je oči kot "barvna glazura" ali "lapis lazuli", se pravi modre. Imel je širok obraz  in rdečo polt. Označen je bil kot "trd in oster" vladar, zgodovinarji pa so ga imeli za pogumnega in razgledanega.

## Družina
Muhan kaganova turška žena ni imela otrok, kar je povzročilo težave Talopienu, sinu kaganove neturške žene, s katero je bil poročen v skladu z diplomatskim sporazumom.
Kaganova hčerka Ašina je bila žena cesarja Vuja iz Severnega Džova. Njegov sin Apa kagan je po smrti svojega strica Taspar kagana zase zahteval prestol, vendar mu to ni uspelo. Kaganov drug sin Jangsu Tegin je kasneje vladal Zahodnemu turškemu kaganatu.

## Vir
- Roux, Jean-Paul (2000). Histoire des Turcs (v francoščini). Fayard.

| Mukan kagan AšinaRojen: ni znano Umrl: 572 |                                 |                         |
| Vladarski nazivi                           |                                 |                         |
| Predhodnik: Isik kagan                     | Kagan Turškega kaganata 554–572 | Naslednik: Taspar kagan |